# Staind (альбом)
Staind — седьмой одноимённый студийный альбом американской метал-группы Staind. Альбом отмечает собой более агрессивное и тяжёлое звучание, что преобладало в первых трёх альбомах группы. Также в альбоме есть гитарное соло, которое, подобно, можно услышать в первом альбоме группы Tormented.
Это последний альбом, который был выпущен и записан оригинальным составом, так как барабанщик Джон Уайсоки покинул группу в мае 2011 года после записи. В японском издании альбома есть ремикс на песню «Wannabe», в котором поучаствовал рэпер Snoop Dog. Ремикс представлен в виде бонус-трека.

## Список композиций
Все тексты написаны Аароном Льюисом, вся музыка написана Staind.
| №                   | Название                  | Длительность |
| ------------------- | ------------------------- | ------------ |
| 1.                  | «Eyes Wide Open»          | 3:30         |
| 2.                  | «Not Again»               | 4:34         |
| 3.                  | «Failing»                 | 5:26         |
| 4.                  | «Wannabe»                 | 3:49         |
| 5.                  | «Throw It All Away»       | 4:24         |
| 6.                  | «Take a Breath»           | 3:56         |
| 7.                  | «The Bottom»              | 4:15         |
| 8.                  | «Now»                     | 3:44         |
| 9.                  | «Paper Wings»             | 4:23         |
| 10.                 | «Something to Remind You» | 4:07         |
| Общая длительность: | Общая длительность:       | 42:08        |

| №   | Название                                                 | Длительность |
| --- | -------------------------------------------------------- | ------------ |
| 11. | «Spleen» (live in Houston)                               | 4:50         |
| 12. | «Not Again» (featuring Kevin Curry*)                     | 4:37         |
| 13. | «Not Again» (music video)                                | 4:37         |
| 14. | «For You» (live in Houston) (iTunes pre-order exclusive) | 3:32         |

| №  | Название      | Длительность |
| -- | ------------- | ------------ |
| 1. | «Documentary» | 1:01:40      |

| №                   | Название                             | Длительность |
| ------------------- | ------------------------------------ | ------------ |
| 11.                 | «Wannabe (Remix)» (feat. Snoop Dogg) | 3:54         |
| Общая длительность: | Общая длительность:                  | 46:00        |

## Музыка и стиль
Группа рассматривает альбом как возвращение к более агрессивному звучанию, которое слышали в более ранних альбомах, таких как Dysfunction и Tormented. Гитарист группы Майк Машок говорил: «Это даже похоже на Dysfunction 2011. Музыка восходит к тому, с чего мы начинали, но мелодия всё ещё есть. Мы были готовы сделать тяжёлый альбом от начала до конца. Было время». Басист Джонни Эйприл сказал: «Вокал и музыка вызывают более глубокий гнев. Некоторые из риффов, которые придумал Майк, были сложными и невероятно разными. Мы так сильно выросли и в то же время сумели найти дорогу назад, к нашим корням».

## Фон и запись
Создание альбома было стрессовым опытом для группы. Как сказал вокалист Аарон Льюис: «К концу первого месяца мы уже не записывались в одних и тех же местах».
Ряд факторов вызвал некоторые разногласия в группе во время записи. Несмотря на приближающийся крайний срок завершения работы над альбомом, когда альбом закончился менее чем наполовину, Льюис продолжал делать сольные концерты, чтобы продвигать свой сольный альбом Town Line к большому недовольству других участников группы. Кроме того, рабочие отношения Льюиса с барабанщиком Джоном Уайсоки полностью распались. Выход Джона из группы был объявлен на их сайте в мае 2011 года.
Многие песни были выпущены до официальной даты выхода альбома. Главный сингл «Not Again» был выпущен в виде потокового видео на официальном сайте группы 12 июля 2011 года. Он был выпущен радиостанциям 19 июля 2011 года. «The Bottom» был выпущен в виде саундтрека к фильму Трансформеры 3: Тёмная сторона Луны. Кроме того, «Eyes Wide Open» был выпущен 30 июня, а песня «Paper Wings» была выпущена 8 августа.
Премьера официального музыкального клипа «Not Again» состоялась 30 августа 2011 года. Сингл возглавил чарт основных рок-песен в течение семи последовательных недель и достиг пика № 4 в чарте Rock Songs и № 14 в чарте Alternative Songs, Второй сингл был подтвержден как «Eyes Wide Open». «Something to Remind You», несмотря на то, что это не сингл, достигло пика № 19 на Bubbling Under Hot 100 из-за цифровых загрузок. Позже песня будет выпущена как четвёртый сингл.
15 сентября Staind отыграли благотворительный концерт для жертв 11 сентября и представили новый альбом. За исключением песен «Take a Breath» и «Now» были исполнены все песни с альбома.

## Критический прием
| Совокупная оценка    | Совокупная оценка |
| Источник             | Оценка            |
| -------------------- | ----------------- |
| Metacritic           | (55/100)          |
| Оценки критиков      |                   |
| Источник             | Оценка            |
| [&].com              | [ 6 ]             |
| About.com            | [ 7 ]             |
| Allmusic             | [ 8 ]             |
| Artist Direct        | [ 9 ]             |
| Consequence of Sound | [ 10 ]            |
| PopMatters           | [ 11 ]            |
| Rolling Stone        | [ 12 ]            |
| Spin                 | (4/10)            |
| Ultimate-Guitar      | (7.7/10)          |

Альбом дебютировал под номером 5 на Billboard 200 с первой неделей продаж в 47000 экземпляров, став пятым подряд альбомом для группы. По состоянию на 19 ноября было продано более 100 000 экземпляров.
Альбом получил оценку 55 из 100 от Metacritic на основании «смешанных или средних рецензий» с некоторыми критиками, включая IGN (который дал ему оценку 7,5 из 10), назвав его наиболее зрелым и сбалансированным в Staind. релиз на сегодняшний день и хвала группе за возвращение к своим более тяжёлым, металлическим корням.

## Участники записи
Staind
- Аарон Льюис — вокал, гитара
- Майк Машок — гитара
- Джонни Эйприл — бас-гитара
- Джон Уайсоки — барабаны

Приглашённые музыканты
- Snoop Dog — вокал в ремиксе «Wannabe (Remix)»

Дополнительный персонал
- Джонни К. — продюсер
- Крис Лорд-Альге — сведение